# 東映アニメーション研究所

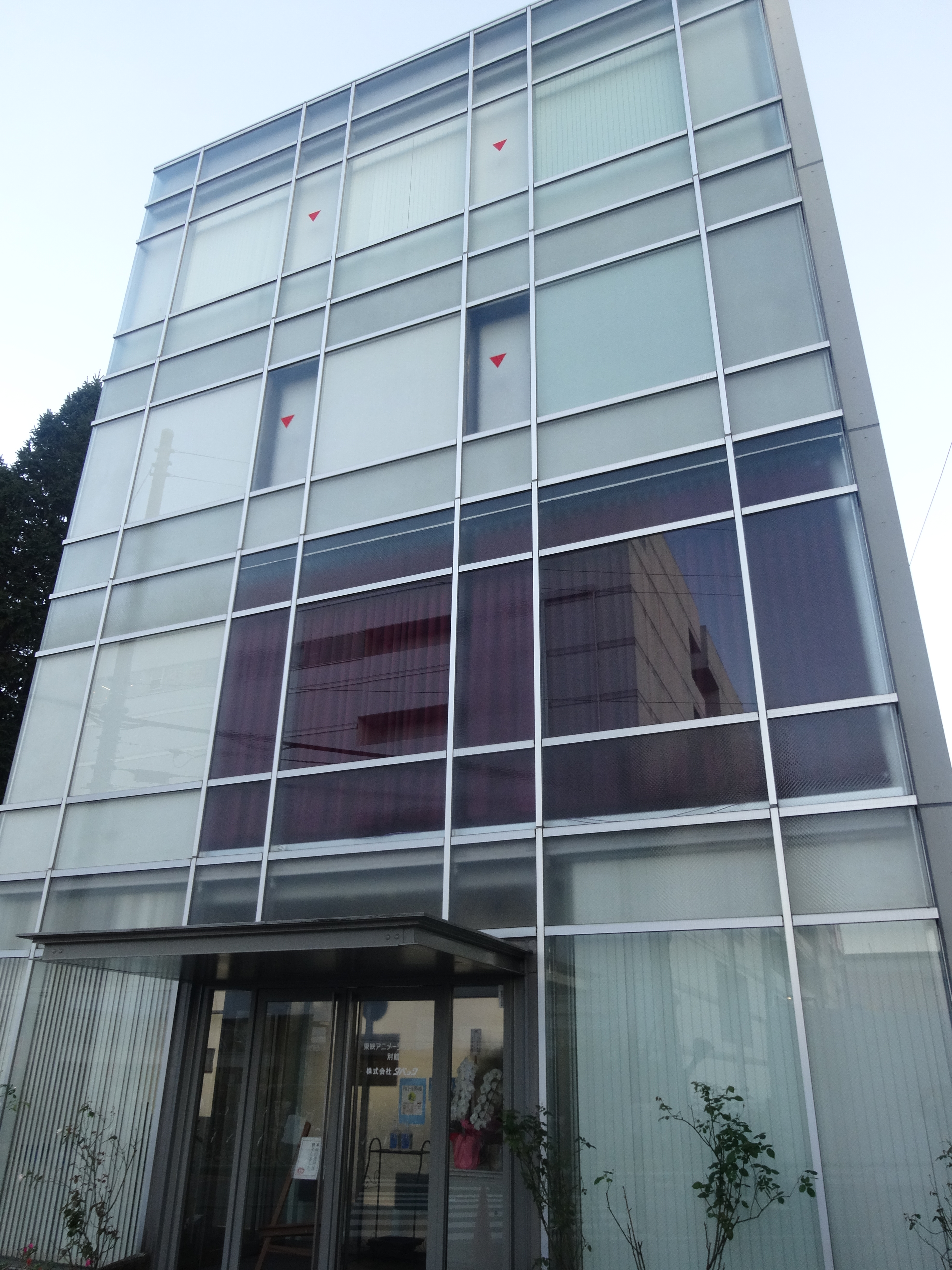
2代目研究所が入居してた東映アニメーション別館

東映アニメーション研究所（とうえいアニメーションけんきゅうじょ）は、東映アニメーション株式会社が1995年から2011年まで設置していた人材育成機関である。学校法人ではなく、制作現場が求める人材を業界最大手の制作会社が自ら育成する機関だった。

## 歴史

### 設置の背景
原点は、東映動画内の勉強会・養成所にある。そもそも日本初のカラー長編アニメーション映画『白蛇伝』を制作するにあたって、日本にはアニメーション制作を学ぶ教育機関はなかったため、広く人材を募集し、制作現場でOJTによって育成を行っていた。
1990年代に入り、マルチメディアやCGが広まり始め、ディズニーがフル3Dアニメーションによる劇場用映画『トイ・ストーリー』を制作し、また、環境問題や経済的不合理性からセルの製造中止が発表されたり、アニメ制作技術が抜本的に変わらざるをえない兆しを見せていた。加えて、1970〜80年代のアニメ制作を支えた人材の多くが一斉に定年を迎え始めていた。1970年代中盤以降、アニメの制作工程の多くは海外の下請けに回され、若手の採用は控えられていたため、制作現場の年齢構成はいびつで、技術やノウハウの継承が危ぶまれた。にもかかわらず、当時のアニメ教育機関は制作技術の変革に備えることもなく、現場で要求する即戦力にはほど遠いレベルの教育を行っていた。こうした情勢は、アメリカにおいてディズニーがカルアーツ（カリフォルニア芸術大学）を通じて組織的・継続的に高度な人材育成を行っていたのとあまりに大きな差であった。
そんな時、東映アニメーション社長に就任した泊懋はこうした状況に危機感を覚え、次世代の制作現場の即戦力となる人材を育成するために、1995年4月、東映アニメーション研究所を東京都千代田区神田駿河台1–2–5駿河台ビルに設立した。土地建物は元々、旺文社が所有しており、創業者の赤尾好夫と東映は縁が深いことから、岡田茂東映社長と今田智憲東映アニメーション会長が旺文社と交渉し、格安で土地建物を譲り受けた。敷地面積140坪、延床面積約400坪。
尚、東映アニメーション研究所の設立発表は1994年11月1日(※主にマスコミ向け)で、同研究所は専門学校ではなく「養成機関である」旨の発表も行われた。その後、追加発表する形でデジタル映像研究科(※発表当時は「デジタル映像科」の名称)の業務提携先として株式会社エムケイ(金子満氏)とエムケイ社が有するCGスタジオ「メトロライトスタジオ」との提携プログラムを履修する旨もアナウンスされた。1995年を迎えると研究生の一般募集を告知するテレビCMをテレビ朝日とJCTV(日本ケーブルテレビジョン)で放送開始し、電話と郵送で受け付けた資料請求者に向けて研究生募集パンフレット(第1刷)を郵送開始、本格的に研究生の募集を開始した。同年4月4日「東映アニメーション研究所」正式開所。開所式典にはマスコミ各社の取材と東映(株)各社の重鎮が列席した。同日第1期研究生67名が入所し、入所ガイダンス説明会とオリエンテーションを開催し東映アニメーション研究所がスタートした。

### 沿革
1994年
- 10月：東京都新宿区横寺町58-3番地「東映アニメーション新宿オフィス」内に新規事業開発部を設置
- 11月：東映アニメーション研究所 基本理念と基本構想をメディア向けに発表、研究生募集パンフレット作製開始(旺文社と共同製作)
- 12月：アニメーションテキスト(初版)制作開始 (※制作協力：旺文社)、研究生募集開始、資料請求受付開始

1995年
- 1月：研究生募集開始 (TVコマーシャル放映、雑誌広告展開、ケーブルテレビ向けコマーシャル放映開始)、東京都千代田区神田駿河台「駿河台ビル」に研究所開所を発表
- 2月：研究生募集パンフレット完成、資料請求者に向けて郵送開始
- 3月：アニメーションテキスト(初版)完成、同テキストは入所研究生のみ頒布
- 4月：東映アニメーション研究所 開所、開所式挙行、第1期研究生合計67名入所

### 運営中
初年度募集はアニメーション研究科が100名、デジタル映像研究科が50名。授業料は入学金を含めアニメーション研究科が110万円、デジタル映像研究科が140万円でそれぞれ2ヵ年の修業。Lightwave3DやMayaを使った3DCG、RETAS! Pro を使ったデジタル彩色、Avidを使ったノンリニア編集、液晶タブレットを使ったデジタル作画など制作現場の変化を先取りした、当時としては画期的なカリキュラムによる人材育成を行った。
開所当初の第1期入所生(研究生)はアニメーション研究科とデジタル映像研究科を合せて67名。アニメーション研究科が50名、デジタル映像研究科が17名。アニメーション研究科は駿河台ビルの3階・5階・6階の3フロアを使用、デジタル映像研究科は2階のフロアを使用。後述の通り、駿河台ビルの各階には研究科に応じた最新鋭の設備が備えられた。また、1997年からは「特撮映像研究科」と「声優研究科声優コース」が新設され、特撮映像研究科は10名が入所し声優研究科は20名の研究生が入所した。特撮映像研究科は東映(株)東京撮影所内にある「特撮研究所」との全面的な協力の下、東映動画大泉スタジオ内に改装特設された専用特撮スタジオでの撮影実習と共に駿河台ビルの2階フロアを部分改装した特撮映像研究科研究ルームでの座学実習で腕を磨いた。声優コースは駿河台ビル地下1階に新設された声優研究科専用フロアを使用し、最新鋭のアナログ/デジタル対応録音機器とTVモニターを組み合わせたアフレコ実習設備を使用、同フロアはダンス実習用設備も備えていた。
以来、東映アニメーションはもとより国内の主要アニメ制作スタジオ/プロダクション、また、コミックス、ゲーム、実写、特撮、声優、俳優などの分野に対して、1000人あまり（2007年時点）の卒業生を送り出した。
2000年代に入り、日本のコンテンツ産業への注目が高まり、アニメ教育機関が乱立した。東映アニメーション研究所はそうした他のアニメ教育機関と差別化し、より高度な人材を育成するため、2006年4月、東京都練馬区東大泉の東映アニメーション大泉スタジオの一角に移転した。
クリエーターを講師として、少人数制で制作実習が行われた。研究生の一部は技能五輪でメダルを受賞した。作品は東京国際アニメフェアや練馬アニメーションフェスティバルなどで賞を受けた。こうした教育内容は「オープンスクール」として年に1度、周辺住民や学生などを対象として施設を解放し公開されていた。近年は日本を代表するアニメーション人材育成機関として、国際的な注目も高まり、アメリカ、フランス、中国、韓国、フィリピン、タイなど海外の教育機関が視察に訪れるまでになっていた。

### 閉所
2009年6月29日に、2010年度の生徒募集を行わないことが、公式ホームページで発表された。
2011年3月をもって閉所。

## 駿河台ビルの主なフロア構成
東京都千代田区神田駿河台1-2-5「駿河台ビル」内の全フロアを使用し開所した『東映アニメーション研究所』のフロア構成は以下の通り。
1階
教務室、経理室、事務室、スタッフ控室、打合室(1室)、トイレ(男女/洋式/ウォシュレット完備)、給湯室、研究生用ラウンジ(自販機コーナー、給水用冷水サーバー有)、館内放送設備、ビデオ試写設備(28インチPVモニター2台)、図書コーナー(蔵書数200冊)、VHS/8ミリビデオライブラリ(所蔵数約100巻)
2階・デジタル映像研究科
1アイランド(島)に8台のWindows OSパソコンを装備、パソコンは東映アニメーション研究所用に新規開発された物で、「T-DIPS」(Toei Digital Imaging Productions System の頭文字から命名された/命名者は金子満)のネームが付与されていた。この「島」が3アイランド(PC合計24台、レンダリング専用機3台)装備された。
「T-DIPS」の主な仕様：
ペンティアムCPU 90MHz装備PC×8台、レンダリング専用機はDEC社製・ペンティアムCPU 166MHz装備PC×1台、カラープリンター1台、スキャナー1台、TVモニター1台、VHSビデオデッキ1台、8ミリビデオデッキ×1台。PCはアイランド内のみの「LAN」(10BASE-T)で接続。
3階
アニメーション研究科教室 A室(作画用ライトボックス×16台、クイックアクションレコーダ<QAR>×1台装備、S-VHSビデオデッキ×1台、28インチTVモニタ×1台装備)
4階
大教室(S-VHSビデオデッキ×2台、28インチTVモニタ×4台、映像音声スイッチャ設備×1、8ミリビデオデッキ×1台、OHP設備一式、ワイヤレスPAシステム一式、ビデオプリンター×1台、VDA(映像分配装置)×1台装備。設計・施工：報映産業(株) )
5階
アニメーション研究科教室 B室(作画用ライトボックス×16台、クイックアクションレコーダ<QAR>×1台装備、S-VHSビデオデッキ×1台、28インチTVモニタ×1台装備)
6階
美術教室(描画用ライティング設備、チェック用照明設備)、用務室、パントリー設備
地下1階
(※1997年～「声優研究科」開設に伴いフロア使用開始)
アフレコ用マイクロフォン×4、ヘッドフォン×4、28インチTVモニター×2台、VTR送出設備一式、MDレコーダ一式、CDレコーダ一式、タイムコード発生器/信号同期設備一式、ダンス用フロアー設備、スポットライト設備、バレエ用ミラー設備一式、トイレ(男女用/ウォシュレット設備有)装備 (※設計・施工：報映産業(株))

## 歴代所長
- 泊懋（初代/1995年4月 - 1997年3月）
- 山口康男（二代目/1997年4月 - 1999年3月）
- 小林一喜（三代目/1999年4月 - 2000年3月）
- 松本昭雄（四代目/2000年4月 - 2005年3月）
- 大山秀徳（五代目/2005年4月 - 2008年3月）
- 吉岡修、蕪木登喜司（六代目・共同/2008年4月 - 2010年3月）
- 有迫俊彦（七代目/2010年4月 - 閉所まで）

## 設置学科
一括で募集し、1年後期から専攻毎に分かれた。入所に際しては、試験が課せられた。
- 1995年4月～
  - アニメーション研究科
  - デジタル映像研究科

- 1997年4月～
  - アニメーション研究科
  - デジタル映像研究科
  - 特撮映像研究科
  - 声優科・声優研究コース
  - WEB・ホームページ制作コース

- 2007年時点で存在
  - ディレクター専攻
  - アニメーター専攻
  - 美術デザイナー専攻

- 2007年までに廃止
  - 声優科・声優タレント研究科
  - コミックアート学科
  - ゲーム学科
  - デジタル映像研究科

## 講師

### 常任講師
- 閉校時点で在任
  - 青山充
  - 明田川進
  - 明比正行
  - 飯島由樹子
  - 井手武生
  - 伊藤尚往
  - 上田芳裕
  - 上野ケン
  - 遠藤勇二
  - 葛西治
  - 門由利子
  - 門田英彦
  - 川田武範
  - 湖川友謙
  - 小田部羊一
  - 小松こずえ
  - 小和田良博
  - 芝田浩樹
  - たいらまさお
  - 爲我井克美
  - 千田国広
  - 角田紘一
  - 長峯達也
  - 中根伸治 (※特撮映像研究科専任講師)
  - 梨沢孝司
  - 原口正宏
  - 佛田洋 (※特撮映像研究科専任講師)
  - 前川淳
  - 八島善孝
  - 行信三
  - 横山健次
  - 吉池隆司
  - 吉沢孝男
  - 吉田小南美
- 2007年までに退任
  - 大塚康生
  - 英洋子
- 時期不明
  - ほしの竜一

### 特別講師
- 松本零士
- 野沢雅子
- 細田守
- 水野晴夫

## 著名な卒業生

### 脚本家
- 香村純子

### アニメーター／演出家
- 久保田誓
- 田中裕太
- 錦織敦史
- 西田達三
- 林祐己
- 宮本絵美子
- 渡辺敦子

### 声優
- 池田千草
- 遠藤智佳
- 岡田悠介
- 岡本寛志
- 小幡記子
- 貝原怜奈
- 川庄美雪
- 菊池こころ
- 榊原礼子
- 杉山育美
- 鈴木貴宏
- 津久井裕子
- 福井美樹
- 福原耕平
- 三宅華也
- 安田早希
- 佐藤雄介